# Никола Велички
Никола (на македонска литературна норма: Никола) е духовник на Македонската православна църква, велички епископ от 2024 година.

## Биография
Роден е на 12 юни 1974 година в Скопие година със светското име Игор Трайковски (Игор Трајковски). Замонашва се в  манастира „Свети Никола“ в прилепското село Манастир. и служи там от 2007 година.
На 24 януари 2008 година в Православния богословски факултет „Свети Климент Охридски“ в София защитава магистърски труд „Приносът на руското духовенство за църковния живот в Македония в XX век“ (Придонесот на руското духовништво за црковниот живот во Македонија во XX век).
На 26 декември 2023 година Светият Синод на Македонската православна църква на редовното си заседание избира архимандрит Никола за викарен епископ на Преспанско-Пелагонийската митрополия с титлата Велички.
На 21 януари 2024 година в храма „Свети Димитър“ в Битоля Никола е ръкоположен за велички епископ и е назначен за викарен епископ на Преспанско-Пелагонийската митрополия. Хиротонията е извършена от архиепископ Стефан Охридски и Македонски в съслужение с митрополитите Петър Преспанско-Пелагонийски, Тимотей Дебърско-Кичевски, Агатангел Повардарски, Йоан Крушевско-Демирхисарски, Иларион Брегалнишки, Йосиф Тетовско-Гостиварски, Григорий Кумановско-Осоговски, бившия кумановско-осоговски Йосиф и епископите Йоаким Делядровско-Илинденски, Марко Царевоселско-Каменишки, Климент Хераклейски и Яков Стобийски.